# Future house
Future house (også kendt som UK deep house er en musikgenre det beskrives som en fusion af deephouse og UK Garage, med indflydelse fra EDM som blev populær i midt 2010'erne. Genren er karakteriseret ved dens brug af metallisk-lydende basdrops (mest påvirket af den geskæftige lyd fra gammeldags garage house) og elementer fra techhouse og big room house, mens det holder et langsomt stabilt tempo omkring 120-130 BPM, som gør det mere energisk sammenlignet med moderne deephouse.
Genren blev startet af Tchami for at beskrive sange som han uploadede på SoundCloud i 2013, men som senere udvidede til andre kunstnere på grund af dens klublige følelse, som Oliver Heldens, hvilket gydt graf-succes med vokalversionerne af hans instrumentelle numre. Andre berømte EDM-kunstnere og handlinger, mest house-relateret, begyndte at udvikle numre af denne stilart måneder senere.